# Limite de difração
Limite de difração ou difração limitada pode ser um sistema óptico com a capacidade de produzir imagens com resolução angular tão boa quanto o limite teórico do instrumento.  Em astronomia, uma observação com difração limitada é aquela que é limitada apenas pela potência óptica do instrumento usado. No entanto, a maioria das observações da Terra que estão sendo feitas são limitadas devido aos efeitos atmosféricos.